# 글리코젠 합성
글리코젠 합성(영어: glycogenesis)은 포도당 분자를 저장하기 위해 글리코젠 사슬에 포도당을 첨가하는 과정이다. 글리코젠 합성 과정은 코리 회로 작동 후에 휴식 기간 동안 간에서 활성화되며, 또한 포도당의 높은 농도에(예: 탄수화물이 함유된 단 음식을 섭취한 후) 반응하여 인슐린에 의해 활성화된다.

## 단계

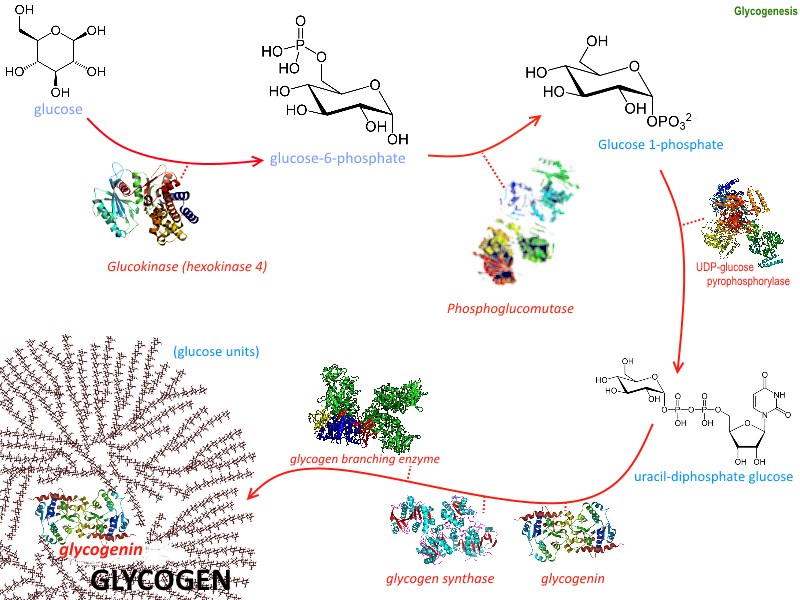
글리코젠 합성 과정

- 포도당은 글루코키네이스 또는 헥소키네이스의 작용에 의해 포도당 6-인산으로 전환되며, 이 과정에서 ATP가 ADP로 전환된다.
- 포도당 6-인산은 포스포글루코뮤테이스의 작용에 의해 대사 중간생성물인 포도당 1,6-이중인산을 거쳐 포도당 1-인산으로 전환된다.
- 포도당 1-인산은 UDP-포도당 피로포스포릴레이스의 작용에 의해 UDP-포도당으로 전환된다. 피로인산이 형성되고, 나중에 피로인산가수분해효소에 의해 두 개의 인산 분자로 가수분해된다.
- 글리코제닌은 처음에 짧은 글리코젠 사슬을 만들기 위해 필요하며, 그런 다음 글리코젠 합성의 다른 효소들에 의해 사슬이 신장되고 새로운 가지 사슬이 형성된다. 동종이량체인 글리코제닌은 각 소단위체에 티로신 잔기를 가지고 있어서 글리코젠의 환원 말단에 대한 앵커(anchor) 역할을 한다. 처음에 약 8개의 UDP-포도당 분자가 글리코제닌에 의해 각 티로신 잔기에 순차적으로 첨가되어 α(1→4) 글리코사이드 결합을 형성한다.
- 일단 8개의 포도당 단량체의 사슬이 형성되면, 글리코젠 생성효소는 성장하는 글리코젠 사슬에 결합하고 글리코젠 사슬의 비환원 말단의 포도당 잔기의 4-하이드록실기에 UDP-포도당을 첨가하여, 이 과정에서 더 많은 α(1→4) 글리코사이드 결합을 형성한다.
- 분지는 글리코젠 분지효소(아밀로 α(1→4)~α(1→6) 트랜스글리코실레이스라고도 함)에 의해 만들어지는데, 이 효소는 적어도 11개의 포도당 잔기를 가지고 있는 글리코젠 사슬의 비환원 말단으로부터 6~7개의 포도당 말단 부분을 같은 또는 다른 글리코젠 사슬의 보다 안쪽에 있는 포도당의 6번 탄소(C6)의 하이드록실기로 옮겨 α(1→6) 글리코사이드 결합을 형성하며, 새로이 생성된 분지는 α(1→4) 글리코사이드 결합을 더 많이 형성함으로써 보다 더 성장한다.

## 통제 및 조절
글리코젠 합성은 호르몬 조절에 반응한다.
조절의 주요 형태 중 하나는 글리코젠 생성효소와 글리코젠 가인산분해효소의 다양한 인산화이다. 이것은 차례로 많은 요인들에 의해 조절되는 호르몬 활성의 통제 하에 있는 효소들에 의해 조절된다. 이와 같이, 다른 자리 입체성 조절과 비교할 때 다른 많은 가능한 효과인자들이 존재한다.

### 에피네프린
글리코젠 가인산분해효소는 인산화에 의해 활성화되는 반면, 글리코젠 생성효소는 인산화에 의해 억제된다.
글리코젠 가인산분해효소는 가인산분해효소 b 키네이스에 의해 덜 활성화된 형태인 "b"형으로부터 활성형인 "a"형으로 전환된다. 가인산분해효소 b 키네이스는 단백질 키네이스 A에 의해 활성화되고, 인단백질 인산가수분해효소-1(가인산분해효소 a 인산가수분해효소)에 의해 불활성화된다.
단백질 키네이스 A 자체는 에피네프린(아드레날린) 호르몬에 의해 활성화된다. 에피네프린은 아데닐산 고리화효소를 활성화시키는 수용체 단백질에 결합한다. 아데닐산 고리화효소는 ATP를 cAMP로 전환시킨다. 2분자의 cAMP가 단백질 키네이스 A의 조절 소단위체에 결합하여 단백질 키네이스 A의 촉매 소단위체를 활성화시켜서 다른 단백질들을 인산화시킬 수 있도록 한다.
글리코젠 가인산분해효소의 덜 활성화된 형태인 "b"형은 자체적인 입체구조적 변화없이 활성화될 수 있다. AMP는 다른 자리 입체성 조절 활성인자로 작용하는 반면, ATP는 억제인자로 작용한다. ATP는 이미 포스포프럭토키네이스의 조절에서 볼 수 있듯이 에너지 요구에 따라 대사 흐름의 속도를 변화시키는데 도움을 준다.
에피네프린은 글리코젠 가인산분해효소를 활성화시킬 뿐만 아니라 글리코젠 생성효소를 억제한다. 이것은 글리코젠 가인산분해효소의 활성 효과를 증폭시킨다. 이러한 억제는 단백질 키네이스 A가 활성을 낮추는 효소를 인산화시키는 작용을 하므로, 유사한 메커니즘에 의해 달성된다.

### 칼슘 이온
칼슘 이온 또는 고리형 아데노신 일인산(cAMP)은 2차 전달자로 작용한다. 이는 음성 조절의 예이다. 칼슘 이온(Ca2+)은 인산가수분해효소 b 키네이스를 활성화시킨다. 이것은 글리코젠 가인산분해효소를 활성화시키고, 글리코젠 생성효소를 억제한다.

## 같이 보기
- 글리코젠 분해
- 글리코젠 생성효소
- 당원병